# Frans USFSA voetbalkampioenschap 1897
In 1897 werd het vierde Franse kampioenschap georganiseerd door de USFSA. Er namen enkel clubs deel uit Parijs en onmiddellijke omgeving. Naast de 1ste serie was er ook een 2de serie waarin nog vijf clubs speelden en drie reserveclubs uit de eerste klasse. 

## 1ste serie Parijs
| Plaats | Club                  | Winst | Gelijk | Verlies | DV | DT | Ptn |
| ------ | --------------------- | ----- | ------ | ------- | -- | -- | --- |
| 1      | Standard AC           | 6     | 2      | 0       | 31 | 4  | 14  |
| 2      | White-Rovers          | 7     | 0      | 1       | 33 | 8  | 14  |
| 3      | Club Français         | 5     | 2      | 1       | 19 | 10 | 12  |
| 4      | RC France             | 4     | 1      | 3       | 17 | 13 | 9   |
| 5      | Paris Star            | 4     | 0      | 4       | 15 | 24 | 8   |
| 6      | United Sports Club    | 3     | 1      | 4       | 11 | 18 | 7   |
| 7      | FC Levallois          | 2     | 0      | 6       | 15 | 22 | 4   |
| 8      | CP Asnières           | 1     | 0      | 7       | 12 | 32 | 2   |
| 8      | UA 1er arrondissement | 1     | 0      | 7       | 0  | 22 | 2   |

### Finale
De uitslag van de wedstrijd werd geannuleerd en de finale moest opnieuw gespeeld worden. De Rovers kwamen echter niet opdagen en Standard kreeg zo de titel toegekend. 
| Team        | Team         | Uitslag |
| ----------- | ------------ | ------- |
| Standard AC | White Rovers | 3-2     |

1894 ·
1895 ·
1896 ·
1897 ·
1898 ·
1899 ·
1900 ·
1901 ·
1902 ·
1903 ·
1904 ·
1905 ·
1906 ·
1907 ·
1908 ·
1909 ·
1910 ·
1911 ·
1912 ·
1913 ·
1914 · 
1915 · 1916 · 1917 · 1918 · 
1919